# Artele vizuale ale amerindienilor

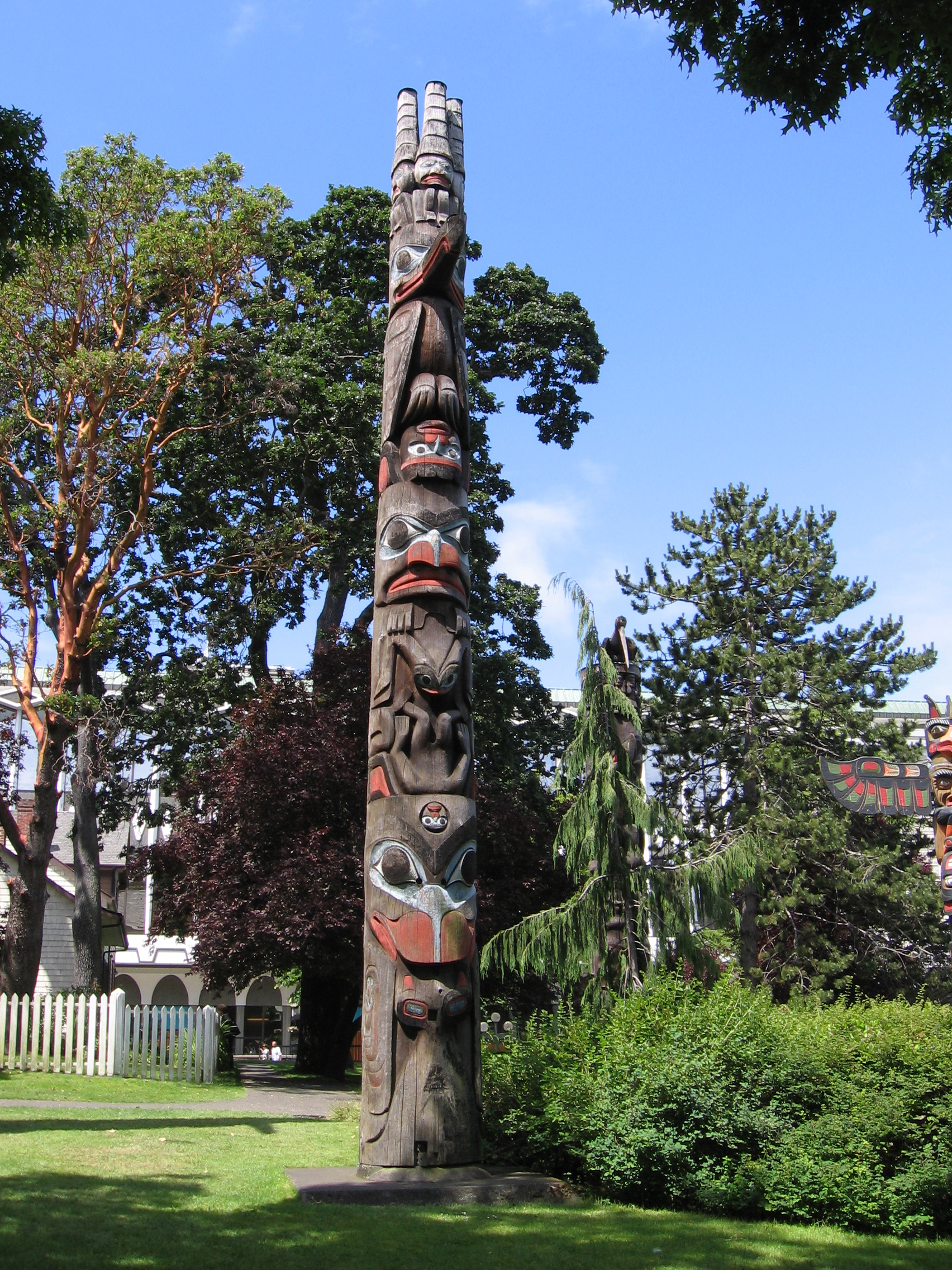
Totem haida din Parcul Thunderbird, British Columbia

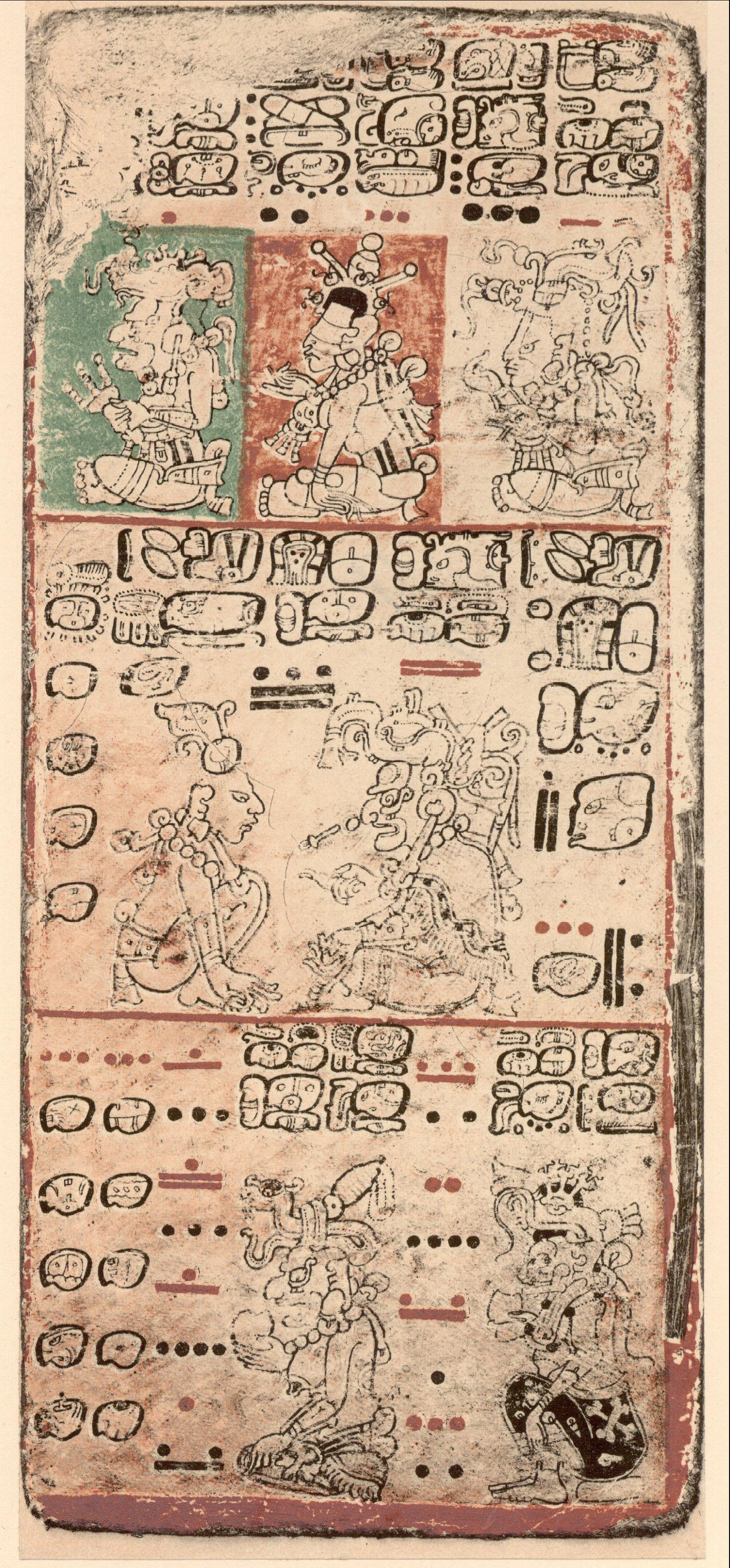
Pagină a mayașului Codex Dresden

Artele vizuale ale amerindienilor reprezintă totalitatea artelor vizuale tradiționale ale amerindienilor, din Preistorie până în prezent. Acestea includ lucrări din America de Sud, Mesoamerica, America de Nord (incluzând Groenlanda) și cele ale yupicilor siberieni.